# Syngrapha devergens
Syngrapha devergens ist ein Schmetterling (Nachtfalter) aus der Familie der Eulenfalter (Noctuidae).

## Merkmale

### Falter
Die Flügelspannweite der Falter beträgt 29 bis 31 Millimeter. Auf den Vorderflügeln herrschen graubraune Färbungen vor. Sie zeigen im dunklen Mittelfeld ein charakteristisches silberweißes Zeichen, etwa in Form des Buchstaben Gamma aus dem griechischen Alphabet. Dieses Gamma-Zeichen ist breit ausgebildet und am Vorderende leicht divergierend. Ring- und Nierenmakel sind schwach weißlich umrandet, heben sich aber kaum vom Untergrund ab. Die Wellenlinie ist sehr stark gezackt. Die Hinterflügel sind gelb und mit einer schmalen schwarzen Saumbinde versehen. Der Thorax ist pelzig behaart und mit einigen Haarbüscheln versehen, der Saugrüssel ist gut entwickelt.

### Raupe
Ausgewachsene Raupen sind von rotbrauner Farbe. Sie zeigen helle Segmenteinschnitte, gelbe Rücken- und Nebenrückenlinien sowie ebenfalls gelbe Seitenstreifen.

### Puppe
Die schwarzbraune Puppe ist mit einer kurzen Rüsselscheide und einem langen, stielförmigen Kremaster versehen.

### Ähnliche Arten
- Hochenwarths Goldeule (Syngrapha hochenwarthi) unterscheidet sich durch eine vornehmlich bräunliche Grundfarbe auf den Vorderflügeln und etwas breitere Ausläufe im oberen Teil des Gamma-Zeichens
- Die Moor-Goldeule (Syngrapha microgamma) unterscheidet sich durch eine breitere schwarze Saumbinde auf den Hinterflügeln. Bei beiden vorgenannten Arten ist die Wellenlinie weniger stark gezackt.
- Syngrapha rilaecacuminum ist im Gesamterscheinungsbild blasser und besitzt ein länger gestrecktes Gamma-Zeichen. Die Art besiedelt nur einige Gebirgslagen in Bulgarien.[1]

## Verbreitung und Lebensraum
Syngrapha devergens kommt in den Hochlagen der Alpen, im Tian Shan- und im Altaigebirge vor. Hauptlebensraum der Art sind trockene Gebirgshänge.

## Lebensweise
Die Falter von Syngrapha devergens bilden eine Generation pro Jahr, deren Hauptflugzeit in den Monaten Juli und August liegt. Sie fliegen überwiegend am Tage im Sonnenschein und saugen gerne an den Blüten von Leimkräutern (Silene). In der Nacht besuchen sie nur sehr selten künstliche Lichtquellen. Die Raupen ernähren sich bevorzugt von den Blättern verschiedener Leimkraut- (Silene), Wegerich- (Plantago), Veilchen- (Viola) und Nelkenwurzen-Arten (Geum). Sie überwintern zweimal.